# Мулова черепаха смугаста
Мулова черепаха смугаста (Kinosternon baurii) — вид черепах з роду Американські мулові черепахи родини Мулові черепахи. Має 2 підвиди. Інша назва «Черепаха Баура». Отримала назву на честь німецького зоолога Георга Баура.

## Опис
Загальна довжина коливається від 8 до 12,7 см. Спостерігається статевий диморфізм: самиці більші за самців. Голова невелика, морда загострена. Шия коротка. Панцир зверху овальний. Уздовж спини проходять 3 світлі смуги. З боків голови також є 2 світлі смужки.
Забарвлення карапаксу буре з різними відтінками. Пластрон жовтуватий. При цьому у самиць кількість жовтого кольору більше за самців.

## Спосіб життя
Полюбляють чисту воду. Тримається у мілководних водоймах і часто виходить на сушу. Харчується рибою, равликами, водоростями, комахами. Часто поїдає падло і послід тварин, виконуючи роль санітара.
Самиця у вересні та жовтні відкладає 1—4 яйця. Інкубаційний період триває від 3 до 4 місяців.

## Розповсюдження
Це ендемік США. Мешкає у штатах: Південна Кароліна, Північна Кароліна, Вірджинія, а також уздовж Атлантичного прибережної рівнини Джорджії на південь через півострів Флорида до Алабами.

## Підвиди
- Kinosternon baurii baurii
- Kinosternon baurii palmarum